# Modrý anděl
Modrý anděl (v originále Der blaue Engel) je německý zvukový hraný film z roku 1930, který natočil režisér Joseph von Sternberg. Scénář k filmu napsali Carl Zuckmayer, Karl Gustav Vollmoeller a Robert Liebmann podle románu Heinricha Manna Profesor Neřád (Professor Unrat).
Film vypráví o starším učiteli, který se zamiluje do varietní zpěvačky. Hlavní role hráli Marlene Dietrichová a Emil Jannings. Ve filmu zazněla písnička Pro lásku jsem stvořena (Ich bin vom Kopf bis Fuß auf Liebe eingestellt) a další (Nimm dich Acht vor blonden Frauen, Ich bin die fesche Lola).

## Děj
Immanuel Rath (Emil Jannings) je gymnaziálním profesorem v německém městečku. Je to respektovaný, ale také pedantský a trochu popletený muž, který je svými žáky nazýván Neřád (v originále Unrat).
Jednou objeví při vyučování u svého žáka fotografii se zpěvačkou Lolou Lolou (Marlene Dietrich), která hostuje na představeních ve varieté Modrý anděl. Podle Ratha jde o nemravnost a vydá se – z čistě pedagogických důvodů – do varieté, aby se tam porozhlédl. Lola Lola se zrovna převléká, když s ní chce profesor mluvit. Rath ke svému údivu nemůže z její lascivní, ale obyčejné krásy spustit oči. Kousek z jejího spodního prádla, který zmatený profesor najde doma v kapse svého kabátu, je pro něj důvodem, aby Lolu znovu navštívil. Sleduje jedno z jejích vystoupení, stráví u ní noc a tak propadne jejímu pochybnému šarmu, že se vzdá svého zaměstnání učitele, aby se s Lolou mohl oženit. Lolu ovšem zajímají především Rathovy peníze. Poté, co všechny úspory utratí, to jde s touto i tak zvláštní dvojicí z kopce. Rath očividně chřadne, nedokáže se ale rozejít se svou ženou. Když Lolina herecká společnost po letech znovu hostuje v jeho rodném městečku, je Rath donucen kouzelníkem Kiepertem a Lolou vystupovat v ponižujícím klaunském čísle. Přitom pozoruje, jak Lola flirtuje se silákem Mazeppou.
Smyslů zbavený Rath se pokusí Lolu uškrtit, ostatní umělci ho zadrží a Mazeppa ho zavře do svěrací kazajky. Když je po čase z kazajky Rath vysvobozen, táhne ho to do školy, v níž dříve vyučoval, a ve své bývalé třídě na katedře umírá.

## Obsazení
- Emil Jannings jako profesor Immanuel Rath
- Marlene Dietrichová jako Lola Lola
- Kurt Gerron jako Kiepert, kouzelník
- Rosa Valetti jako Guste, kouzelníkova žena
- Hans Albers jako Mazeppa, silák
- Reinhold Bernt jako klaun
- Eduard von Winterstein jako ředitel školy
- Gerhard Bienert jako policista
- Friedrich Hollaender jako klavírista